# Giro de Italia 2008
El 91.º Giro de Italia se disputó entre el 10 de mayo y el 1 de junio de 2008 sobre 3.424 km, desde Palermo hasta Milán.
La ronda transalpina tuvo 4 llegadas en alto además de una cronoescalada a Plan de Corones, una contrarreloj por equipos en Palermo (1.ª etapa) y 2 contrarrelojes individuales, incluyendo la última en Milán, donde en esta edición no se acabó con la típica etapa al sprint.
Participaron los 18 equipos de categoría UCI ProTour y 4 de categoría Profesional Continental. A pesar de la ruptura de las 3 Grandes con la UCI en esta ronda si estuvieron todos los ProTour.
El ganador final fue el madrileño Alberto Contador, quien se convirtió, tras Miguel Induráin en el segundo ciclista español en ganar la ronda italiana.

## Equipos participantes
Tomaron parte en la carrera 22 equipos: 16 de los 18 de categoría UCI ProTeam (todos salvo los equipos franceses Bouygues Télécom y Crédit Agricole). El equipo ProTeam del Astana fue admitido a última hora en detrimento del equipo de categoría Profesional Continental del NGC Medical-OTC Industria Porte; más 6 Profesionales Continentales (LPR Brakes, CSF Group-Navigare, Barloworld, Serramenti PVC Diquigiovanni-Androni Giocattoli, Slipstream-Chipotle y Tinkoff Credit Systems). Formando así un pelotón de 198 ciclistas, con 9 corredores cada equipo, cerca del límite de 200 establecido para carreras profesionales. Los equipos participantes fueron:
| ProTeams (16)- AG2R-La Mondiale - Astana - Caisse d'Épargne - Cofidis-Le Crédit par Téléphone - Euskaltel-Euskadi - La Française des jeux - Gerolsteiner - High Road - Lampre - Liquigas - Quick Step - Rabobank - Saunier Duval-Scott - Silence-Lotto - CSC - Team Milram Equipos continentales profesionales (6)- Barloworld - CSF Group-Navigare - LPR Brakes-Farnese Vini - Serramenti PVC Diquigiovanni-Androni Giocattoli - Slipstream-Chipotle - Tinkoff Credit Systems |
| |

## Etapas
| Etapa      | Fecha     | Recorrido                            | type                     | Distancia (km) | Ganador              | Líder                 |
| ---------- | --------- | ------------------------------------ | ------------------------ | -------------- | -------------------- | --------------------- |
| 1.ª etapa  | 10 de may | Palermo – Palermo                    | contrarreloj por equipos | 23,6           | Slipstream-Chipotle  | Christian Vande Velde |
| 2.ª etapa  | 11 de may | Cefalú – Agrigento                   | etapa escarpada          | 207            | Riccardo Riccò       | Franco Pellizotti     |
| 3.ª etapa  | 12 de may | Catania – Milazzo                    | etapa llana              | 221            | Daniele Bennati      | Franco Pellizotti     |
| 4.ª etapa  | 13 de may | Pizzo – Catanzaro                    | etapa llana              | 183            | Mark Cavendish       | Franco Pellizotti     |
| 5.ª etapa  | 14 de may | Belvedere Marittimo – Contursi Terme | etapa escarpada          | 203            | Pável Brutt          | Franco Pellizotti     |
| 6.ª etapa  | 15 de may | Potenza – Peschici                   | etapa llana              | 231            | Matteo Priamo        | Giovanni Visconti     |
| 7.ª etapa  | 16 de may | Vasto – Pescocostanzo                | etapa de montaña         | 180            | Gabriele Bosisio     | Giovanni Visconti     |
| 8.ª etapa  | 17 de may | Rivisondoli – Tívoli                 | etapa escarpada          | 208            | Riccardo Riccò       | Giovanni Visconti     |
| 9.ª etapa  | 18 de may | Civitavecchia – San Vincenzo         | etapa llana              | 218            | Daniele Bennati      | Giovanni Visconti     |
|            | 19 de may | Día de descanso                      | Día de descanso          |                |                      |                       |
| 10.ª etapa | 20 de may | Pésaro – Urbino                      | contrarreloj individual  | 39,4           | Marzio Bruseghin     | Giovanni Visconti     |
| 11.ª etapa | 21 de may | Urbania – Cesena                     | etapa escarpada          | 199            | Alessandro Bertolini | Giovanni Visconti     |
| 12.ª etapa | 22 de may | Forlì – Carpi                        | etapa llana              | 172            | Daniele Bennati      | Giovanni Visconti     |
| 13.ª etapa | 23 de may | Módena – Cittadella                  | etapa llana              | 177            | Mark Cavendish       | Giovanni Visconti     |
| 14.ª etapa | 24 de may | Verona – Pampeago                    | etapa de montaña         | 195            | Emanuele Sella       | Gabriele Bosisio      |
| 15.ª etapa | 25 de may | Arabba – Passo Fedaia                | etapa de montaña         | 153            | Emanuele Sella       | Alberto Contador      |
| 16.ª etapa | 26 de may | Al Plan – Kronplatz                  | cronoescalada            | 138            | Franco Pellizotti    | Alberto Contador      |
|            | 27 de may | Día de descanso                      | Día de descanso          |                |                      |                       |
| 17.ª etapa | 28 de may | Sondrio – Locarno                    | etapa llana              | 146            | André Greipel        | Alberto Contador      |
| 18.ª etapa | 29 de may | Mendrisio – Varese                   | etapa llana              | 147            | Jens Voigt           | Alberto Contador      |
| 19.ª etapa | 30 de may | Legnano – Monte Pora                 | etapa de montaña         | 238            | Vasil Kiryienka      | Alberto Contador      |
| 20.ª etapa | 31 de may | Rovetta – Tirano                     | etapa de montaña         | 224            | Emanuele Sella       | Alberto Contador      |
| 21.ª etapa | 1 de jun  | Cesano Maderno – Milán               | contrarreloj individual  | 24             | Marco Pinotti        | Alberto Contador      |

## Clasificaciones

### Clasificación general(Maglia Rosa)

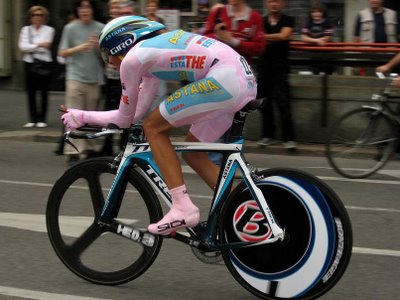
Alberto Contador, con la maglia rosa de líder de la clasificación general, en la CRI final de Milán.

| \| Clasificación general \| Clasificación general \| Clasificación general \| Clasificación general \| Clasificación general \| \| Ciclista \| Ciclista \| Equipo \| Tiempo \| \| \| --------------------- \| --------------------- \| ----------------------------------------------- \| --------------------- \| --------------------- \| \| 1.º \| Alberto Contador \| Astana \| 89 h 56 min 49 s \| \| \| 2.º \| Riccardo Riccò \| Saunier Duval-Scott \| + 1 min 57 s \| \| \| 3.º \| Marzio Bruseghin \| Lampre \| + 2 min 54 s \| \| \| 4.º \| Franco Pellizotti \| Liquigas \| + 2 min 56 s \| \| \| 5.º \| Denís Menshov \| Rabobank \| + 3 min 37 s \| \| \| 6.º \| Emanuele Sella \| CSF Group Navigare \| + 4 min 31 s \| \| \| 7.º \| Jurgen van den Broeck \| Silence-Lotto \| + 6 min 30 s \| \| \| 8.º \| Danilo Di Luca \| LPR Brakes-Ballan \| + 7 min 15 s \| \| \| 9.º \| Domenico Pozzovivo \| CSF Group Navigare \| + 7 min 53 s \| \| \| 10.º \| Gilberto Simoni \| Serramenti PVC Diquigiovanni-Androni Giocattoli \| + 11 min 03 s \| \| \| 11.º \| Vincenzo Nibali \| Liquigas \| + 20 min 14 s \| \| \| 12.º \| Fortunato Baliani \| CSF Group Navigare \| + 20 min 34 s \| \| \| 13.º \| Tadej Valjavec \| AG2R-La Mondiale \| + 24 min 02 s \| \| \| 14.º \| Gustav Larsson \| CSC \| + 27 min 25 s \| \| \| 15.º \| Paolo Savoldelli \| LPR Brakes-Ballan \| + 30 min 15 s \| \| \| 16.º \| Félix Cárdenas \| Barloworld \| + 30 min 42 s \| \| \| 17.º \| Joaquim Rodríguez \| Caisse d'Épargne \| + 41 min 27 s \| \| \| 18.º \| Levi Leipheimer \| Astana \| + 45 min 36 s \| \| \| 19.º \| Paolo Bettini \| Quick Step \| + 47 min 39 s \| \| \| 20.º \| Mauricio Ardila \| Rabobank \| + 47 min 43 s \| \| |                       |                                                 |                  |
| |                       |                                                 |                  |
| |                       |                                                 |                  |
| Clasificación general |                       |                                                 |                  |
| Ciclista | Ciclista              | Equipo                                          | Tiempo           |
| 1.º | Alberto Contador      | Astana                                          | 89 h 56 min 49 s |
| 2.º | Riccardo Riccò        | Saunier Duval-Scott                             | + 1 min 57 s     |
| 3.º | Marzio Bruseghin      | Lampre                                          | + 2 min 54 s     |
| 4.º | Franco Pellizotti     | Liquigas                                        | + 2 min 56 s     |
| 5.º | Denís Menshov         | Rabobank                                        | + 3 min 37 s     |
| 6.º | Emanuele Sella        | CSF Group Navigare                              | + 4 min 31 s     |
| 7.º | Jurgen van den Broeck | Silence-Lotto                                   | + 6 min 30 s     |
| 8.º | Danilo Di Luca        | LPR Brakes-Ballan                               | + 7 min 15 s     |
| 9.º | Domenico Pozzovivo    | CSF Group Navigare                              | + 7 min 53 s     |
| 10.º | Gilberto Simoni       | Serramenti PVC Diquigiovanni-Androni Giocattoli | + 11 min 03 s    |
| 11.º | Vincenzo Nibali       | Liquigas                                        | + 20 min 14 s    |
| 12.º | Fortunato Baliani     | CSF Group Navigare                              | + 20 min 34 s    |
| 13.º | Tadej Valjavec        | AG2R-La Mondiale                                | + 24 min 02 s    |
| 14.º | Gustav Larsson        | CSC                                             | + 27 min 25 s    |
| 15.º | Paolo Savoldelli      | LPR Brakes-Ballan                               | + 30 min 15 s    |
| 16.º | Félix Cárdenas        | Barloworld                                      | + 30 min 42 s    |
| 17.º | Joaquim Rodríguez     | Caisse d'Épargne                                | + 41 min 27 s    |
| 18.º | Levi Leipheimer       | Astana                                          | + 45 min 36 s    |
| 19.º | Paolo Bettini         | Quick Step                                      | + 47 min 39 s    |
| 20.º | Mauricio Ardila       | Rabobank                                        | + 47 min 43 s    |

### Clasificación por puntos(Maglia Ciclamino)
| Clasificación por puntos | Clasificación por puntos | Clasificación por puntos | Clasificación por puntos | Clasificación por puntos |
| Ciclista                 | Ciclista                 | Equipo                   | Puntos                   |                          |
| ------------------------ | ------------------------ | ------------------------ | ------------------------ | ------------------------ |
| 1.º                      | Daniele Bennati          | Liquigas                 | 189 pts                  |                          |
| 2.º                      | Emanuele Sella           | CSF Group Navigare       | 138 pts                  |                          |
| 3.º                      | Riccardo Riccò           | Saunier Duval-Scott      | 131 pts                  |                          |
| 4.º                      | Mark Cavendish           | High Road                | 106 pts                  |                          |
| 5.º                      | Paolo Bettini            | Quick Step               | 106 pts                  |                          |
| 6.º                      | Franco Pellizotti        | Liquigas                 | 96 pts                   |                          |
| 7.º                      | Danilo Di Luca           | LPR Brakes-Ballan        | 87 pts                   |                          |
| 8.º                      | Alberto Contador         | Astana                   | 86 pts                   |                          |
| 9.º                      | Erik Zabel               | Team Milram              | 80 pts                   |                          |
| 10.º                     | Vasil Kiryienka          | Tinkoff Credit Systems   | 76 pts                   |                          |

### Clasificación de la montaña(Maglia Verde)
| Clasificación de la montaña | Clasificación de la montaña | Clasificación de la montaña                     | Clasificación de la montaña | Clasificación de la montaña |
| Ciclista                    | Ciclista                    | Equipo                                          | Puntos                      |                             |
| --------------------------- | --------------------------- | ----------------------------------------------- | --------------------------- | --------------------------- |
| 1.º                         | Emanuele Sella              | CSF Group Navigare                              | 136 pts                     |                             |
| 2.º                         | Vasil Kiryienka             | Tinkoff Credit Systems                          | 63 pts                      |                             |
| 3.º                         | Fortunato Baliani           | CSF Group Navigare                              | 48 pts                      |                             |
| 4.º                         | Julio Alberto Pérez Cuapio  | CSF Group Navigare                              | 20 pts                      |                             |
| 5.º                         | Alessandro Bertolini        | Serramenti PVC Diquigiovanni-Androni Giocattoli | 20 pts                      |                             |
| 6.º                         | Antonio Colom               | Astana                                          | 20 pts                      |                             |
| 7.º                         | Aleksandr Yefimkin          | Quick Step                                      | 20 pts                      |                             |
| 8.º                         | Gabriele Bosisio            | LPR Brakes-Ballan                               | 19 pts                      |                             |
| 9.º                         | Félix Cárdenas              | Barloworld                                      | 19 pts                      |                             |
| 10.º                        | José Rujano                 | Caisse d'Épargne                                | 18 pts                      |                             |

### Clasificación de los jóvenes(Maglia Bianca)

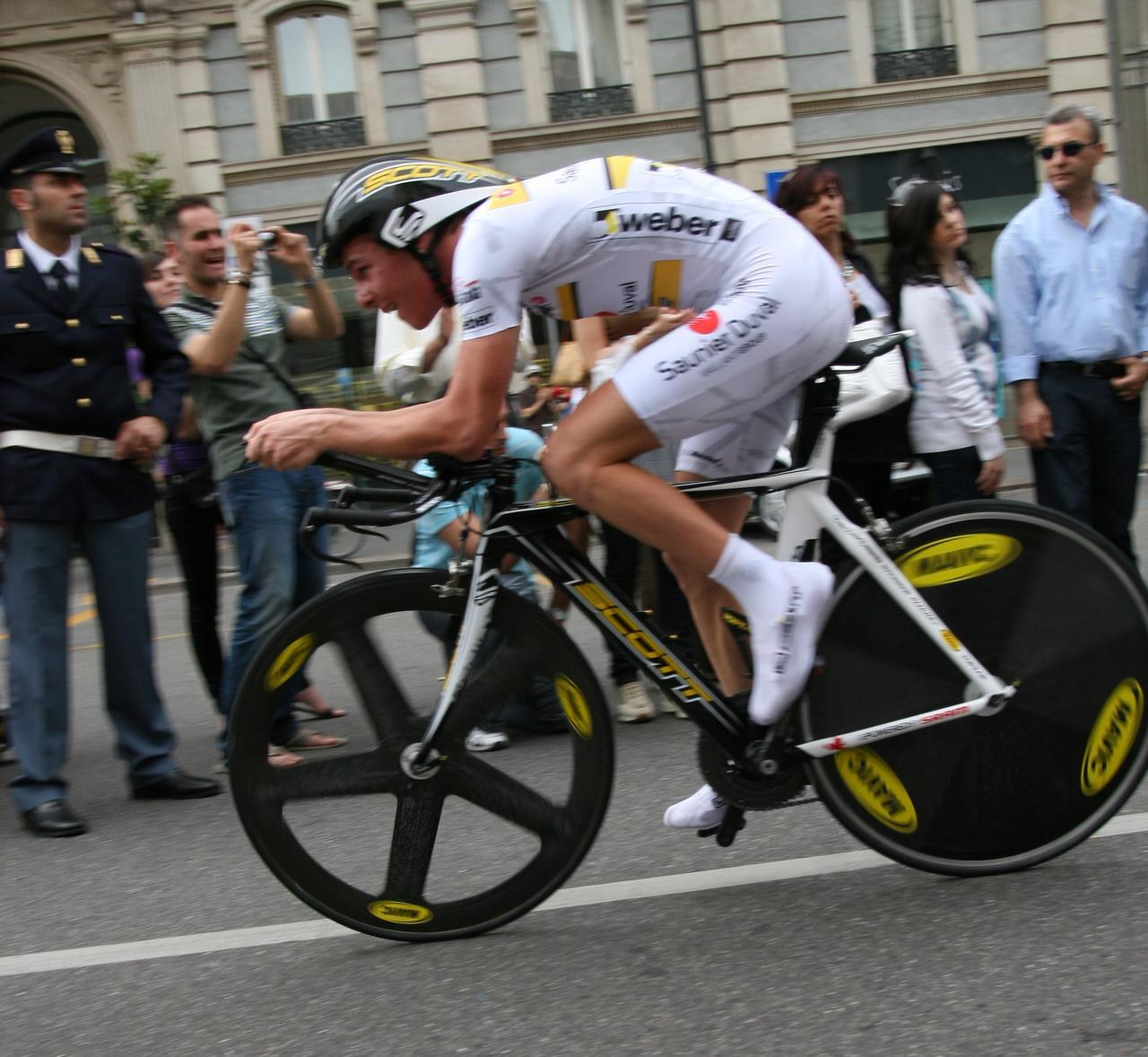
Riccardo Riccò, con la maglia bianca en la CRI final.

| Clasificación del mejor joven | Clasificación del mejor joven | Clasificación del mejor joven | Clasificación del mejor joven | Clasificación del mejor joven |
| Ciclista                      | Ciclista                      | Equipo                        | Tiempo                        |                               |
| ----------------------------- | ----------------------------- | ----------------------------- | ----------------------------- | ----------------------------- |
| 1.º                           | Riccardo Riccò                | Saunier Duval-Scott           | 89 h 58 min 46 s              |                               |
| 2.º                           | Jurgen van den Broeck         | Silence-Lotto                 | + 4 min 33 s                  |                               |
| 3.º                           | Vincenzo Nibali               | Liquigas                      | + 18 min 17 s                 |                               |
| 4.º                           | Chris Anker Sørensen          | CSC                           | + 1 h 02 min 12 s             |                               |
| 5.º                           | Matthew Lloyd                 | Silence-Lotto                 | + 1 h 03 min 55 s             |                               |
| 6.º                           | Francis De Greef              | Silence-Lotto                 | + 1 h 19 min 07 s             |                               |
| 7.º                           | Giovanni Visconti             | Quick Step                    | + 1 h 28 min 20 s             |                               |
| 8.º                           | Morris Possoni                | High Road                     | + 1 h 30 min 36 s             |                               |
| 9.º                           | Simon Špilak                  | Lampre                        | + 1 h 37 min 49 s             |                               |
| 10.º                          | Johannes Fröhlinger           | Gerolsteiner                  | + 1 h 39 min 33 s             |                               |

### Clasificación por equipos
| Clasificación por equipos | Clasificación por equipos | Clasificación por equipos | Clasificación por equipos |
| Equipo                    | Equipo                    | Tiempo                    |                           |
| ------------------------- | ------------------------- | ------------------------- | ------------------------- |
| 1.º                       | CSF Group-Navigare        | 268 h 52 min 44 s         |                           |
| 2.º                       | Astana                    | + 43 min 48 s             |                           |
| 3.º                       | Liquigas                  | + 1 h 00 min 42 s         |                           |
| 4.º                       | LPR Brakes-Farnese Vini   | + 1 h 06 min 45 s         |                           |
| 5.º                       | Silence-Lotto             | + 1 h 38 min 13 s         |                           |

## Evolución de las clasificaciones
| Etapa                   |                          | Ganador _            | Clasificación general | Puntos          | Montaña        | Jóvenes              | Equipo              | Equipo puntos _         |
| ----------------------- | ------------------------ | -------------------- | --------------------- | --------------- | -------------- | -------------------- | ------------------- | ----------------------- |
| 1.ª etapa               | contrarreloj por equipos | Slipstream-Chipotle  | Christian Vande Velde | no otorgado     | no otorgado    | Chris Anker Sørensen | Slipstream-Chipotle | no otorgado             |
| 2.ª etapa               | etapa escarpada          | Riccardo Riccò       | Franco Pellizotti     | Riccardo Riccò  | Emanuele Sella | Chris Anker Sørensen | Liquigas            | LPR Brakes-Farnese Vini |
| 3.ª etapa               | etapa llana              | Daniele Bennati      | Franco Pellizotti     | Daniele Bennati | Emanuele Sella | Morris Possoni       | Liquigas            | Gerolsteiner            |
| 4.ª etapa               | etapa llana              | Mark Cavendish       | Franco Pellizotti     | Daniele Bennati | Emanuele Sella | Morris Possoni       | Liquigas            | Gerolsteiner            |
| 5.ª etapa               | etapa escarpada          | Pável Brutt          | Franco Pellizotti     | Daniele Bennati | Emanuele Sella | Morris Possoni       | Liquigas            | Gerolsteiner            |
| 6.ª etapa               | etapa llana              | Matteo Priamo        | Giovanni Visconti     | Daniele Bennati | Emanuele Sella | Giovanni Visconti    | Astana              | Gerolsteiner            |
| 7.ª etapa               | etapa de montaña         | Gabriele Bosisio     | Giovanni Visconti     | Daniele Bennati | Emanuele Sella | Giovanni Visconti    | CSF Group-Navigare  | Gerolsteiner            |
| 8.ª etapa               | etapa escarpada          | Riccardo Riccò       | Giovanni Visconti     | Riccardo Riccò  | Emanuele Sella | Giovanni Visconti    | CSF Group-Navigare  | LPR Brakes-Farnese Vini |
| 9.ª etapa               | etapa llana              | Daniele Bennati      | Giovanni Visconti     | Daniele Bennati | Emanuele Sella | Giovanni Visconti    | CSF Group-Navigare  | Gerolsteiner            |
| 10.ª etapa              | contrarreloj individual  | Marzio Bruseghin     | Giovanni Visconti     | Daniele Bennati | Emanuele Sella | Giovanni Visconti    | Astana              | Astana                  |
| 11.ª etapa              | etapa escarpada          | Alessandro Bertolini | Giovanni Visconti     | Daniele Bennati | Emanuele Sella | Giovanni Visconti    | Astana              | Astana                  |
| 12.ª etapa              | etapa llana              | Daniele Bennati      | Giovanni Visconti     | Daniele Bennati | Emanuele Sella | Giovanni Visconti    | Astana              | Astana                  |
| 13.ª etapa              | etapa llana              | Mark Cavendish       | Giovanni Visconti     | Daniele Bennati | Emanuele Sella | Giovanni Visconti    | Astana              | Liquigas                |
| 14.ª etapa              | etapa de montaña         | Emanuele Sella       | Gabriele Bosisio      | Daniele Bennati | Emanuele Sella | Riccardo Riccò       | CSF Group-Navigare  | Liquigas                |
| 15.ª etapa              | etapa de montaña         | Emanuele Sella       | Alberto Contador      | Daniele Bennati | Emanuele Sella | Riccardo Riccò       | CSF Group-Navigare  | Liquigas                |
| 16.ª etapa              | cronoescalada            | Franco Pellizotti    | Alberto Contador      | Daniele Bennati | Emanuele Sella | Riccardo Riccò       | CSF Group-Navigare  | Liquigas                |
| 17.ª etapa              | etapa llana              | André Greipel        | Alberto Contador      | Daniele Bennati | Emanuele Sella | Riccardo Riccò       | CSF Group-Navigare  | Liquigas                |
| 18.ª etapa              | etapa llana              | Jens Voigt           | Alberto Contador      | Daniele Bennati | Emanuele Sella | Riccardo Riccò       | CSF Group-Navigare  | Liquigas                |
| 19.ª etapa              | etapa de montaña         | Vasil Kiryienka      | Alberto Contador      | Daniele Bennati | Emanuele Sella | Riccardo Riccò       | CSF Group-Navigare  | Liquigas                |
| 20.ª etapa              | etapa de montaña         | Emanuele Sella       | Alberto Contador      | Daniele Bennati | Emanuele Sella | Riccardo Riccò       | CSF Group-Navigare  | Liquigas                |
| 21.ª etapa              | contrarreloj individual  | Marco Pinotti        | Alberto Contador      | Daniele Bennati | Emanuele Sella | Riccardo Riccò       | CSF Group-Navigare  | Liquigas                |
| Clasificaciones finales | Clasificaciones finales  |                      | Alberto Contador      | Daniele Bennati | Emanuele Sella | Riccardo Riccò       | CSF Group-Navigare  | Liquigas                |

Portadores de maillot cuando otro ciclista lideraba dos o más clasificaciones
- En etapas 7–11, Matthias Russ vistió la maglia bianca
- En etapas 12–14, Vincenzo Nibali vistió la maglia bianca

## Cobertura televisiva
La retransmisión televisiva de la carrera corrió a cargo de la RAI, la televisión pública italiana, que emitió todas las etapas en directo a través de Rai International y Rai Sport/Tre.
La señal televisiva de la carrera fue facilitada asimismo a otras cadenas:
- Eurosport
- ETB 1
- TVG2
- NRK (Noruega)
- Cycling.tv (Estados Unidos y Canadá)
- Sporza (Bélgica)
- SBS (Australia)
- La 2 de TVE emitió las tres últimas etapas debido al liderato de Alberto Contador. La 2 no emitió el Giro de Italia en el País Vasco ni en Galicia, ya que en esas regiones ETB1 y TVG2 tenían los derechos de manera exclusiva.

Asimismo, se ofreció Radio Corsa (radiovuelta oficial) de manera gratuita para todo el mundo a través de internet (en italiano, inglés, francés, español y alemán).

## Dopaje
El ganador de la montaña y dos etapas (6,º en la general), Emanuele Sella, dio también positivo por CERA en un control antidopaje realizado después del Giro, en julio. En su declaración ante las autoridades italianas, Sella denunció que otros ciclistas habrían recurrido a esa misma sustancia (que se creía indetectable en los controles) durante el Giro de ese año. Riccardo Riccò (segundo en la general y mejor joven) dio también positivo por CERA cuando participaba en el Tour de Francia 2008.
En mayo de 2009, por orden de Benedetto Roberti (fiscal de Padua) se enviaron las muestras tomadas en los controles antidopaje del Giro 2008 (guardadas en el laboratorio antidopaje de Roma desde el año anterior) al laboratorio de Châtenay-Malabry (Francia), para ser analizadas de nuevo, en busca en este caso de posibles positivos por CERA.
La UCI, por medio de su presidente, anunció el 6 de agosto de 2009 que ante la ausencia de noticias sobre los reanálisis que pretendían efectuar las autoridades italianas en busca de CERA, emprendería acciones propias para asegurarse de que las muestras fueran analizadas.